# Дергунов Євген Олексійович
Дергунов Євген Олексійович (15 червня 1936, м. Орша — 22 січня 2001, Київ, Україна) — радянський, український композитор, джазовий піаніст, аранжувальник, керівник ансамблю та оркестру.

## Біографія
У 1984 закінчив історико-теоретичне відділення Київського державного музичного училища ім.Р.М.Гліера. Виступає з 1958. Пра- цював в Українській республіканській естраді, грав у ресторанних оркестрах, кінотеатрах. Виступав з ансамблем у кафе «Мрія» (1963). Артист оркестрів Київського держцирку (1965–1966), Київського мюзик-холу (1973, 1977). Музичний керівник джаз-оркестру «Дніпро» (1966–1967), естрадного оркестру «Зелений вогник» (Черкаси, 1968). З 1974 по 1975 — піаніст-акомпаніатор Донецької філармонії. У 1978–1986 — артист Київського об’єднання музичних ансамблів. З 1982 — викладач відділу естрадно-джазового виконавства Київського державного музичного училища ім.Р.М.Гліера, де у 1989 заснував джазовий ансамбль педагогів, з яким брав участь у фестивалях в Русє (Болгарія, 1989), «Осінній джазовий марафон» (Київ, 1991, 1992, 1994), «Черкаські джазові дні» (1990, 1992),
«Jazz Fest» (Суми, 1994, 1995), концертував у Німеччині (Карлсруе, 1992; Дармштадт, Франкфурт-на-Майні, 1993), США (199?). Грав з гітаристом Бобом Кервінсом (Канада, 1991), тромбоністом Крістофом Вакербардом (Німеччина, 1993), ударником Джонні Блауерсом (США, 1993), трубачами Жаном Лу Лоньоном (Франція, 1989), Ларрі Баскетом (США, 1992) та Пітером Швальмом (Швейцарія, 1993).
Література: Віч-на-віч з маестро// Аут. 1994. №5.
У 1974 році в Києві був знятий фільм-концерт «Співає Тамара Міансарова». Музичний супровід — ансамбль під керуванням Євгена Дергунова.
Останній проект Євгена Дергунова — вокальний джаз-квінтет «Beauty Band», якому на початку надав велику підтримку.

## Фільмографія
Автор музики до фільмів Київської кіностудії ім. О. Довженка:
- «Випадок у готелі» (1961)
- «Рибки захотілось» (1963)
- «Суд іде» (1963)
- «Фітіль № 9» («Пори року», 1963)